# 金子元臣
金子 元臣（かねこ もとおみ、明治元年12月1日（1869年1月13日） - 1944年（昭和19年）2月28日）は、日本の国文学者、歌人。

## 人物
駿河国（静岡県）出身。幕臣・金子勝秀の長男。幼名・富太郎。落合直文に師事し、私塾で国文学を学ぶ。國學院大學教授、慶應義塾大学教授。短歌では落合直文の知遇を得、御歌所寄人。
1892年（明治25年）『歌学』、1915年『あけぼの』を創刊・主宰した。『源氏物語』の本文研究に功績があった。
長男は立教大学名誉教授・国文学者の金子武雄。ドイツ文学者・大阪大学言語文化研究科名誉教授の金子元臣（1946 - ）は同名異人。

## 著作
- 『歌がたり』明治書院、1902
- 『新体婦女鑑 勅語準拠』明誠館、1910
- 『悉達太子と耶輸陀羅妃 戯曲』河出書房、1934
- 『謡曲と古今集』謡曲大講座刊行会、1934
- 『金子元臣歌集』明治書院、1945

### 評釈など
- 『古今和歌集評釈』明治書院、1901
- 『新撰柿本人麿歌集』編 明治書院、1905
- 『枕草子評釋』明治書院、1921‐24
- 『校註枕草子』明治書院、1922
- 『源氏物語選』編 明治書院、1923
- 『校註古今和歌集』編 明治書院、1923
- 『定本源氏物語新解』明治書院、1925‐30
- 『枕草子通解』明治書院、1929
- 『校註源氏物語』明治書院、1932
- 『古今和歌集通解』明治書院、1934
- 『うつぼ物語 校註 俊蔭巻』明治書院、1935
- 『万葉集評釈』全4冊 明治書院、1935‐45
- 『古今和歌集新抄』編 明治書院、1940
- 『源氏物語新抄』編 明治書院、1941
- 『略解和漢朗詠集』明治書院、1943

### 共編著
- 『百人一首評釈』柴山啓一郎共著 明治書院、1900
- 『古今歌文書綱要』花岡安見共著 明治書院、1903
- 『和漢朗詠集新釈 附・和漢朗詠雑考』江見清風共著 明治書院、1910

## 参考
- 『日本近代文学大事典』講談社、1984年
- 『近代文学研究叢書 第53巻』昭和女子大学近代文化研究所 1982